# Der Heilige
Die Novelle Der Heilige wurde 1879 von Conrad Ferdinand Meyer verfasst und erschien 1880 als Buchausgabe.
Die Novelle des Heiligen handelt von der eigentümlichen Beziehung Thomas Beckets und Heinrichs II. von England. Meyer hat sich hier, wie meistens in seinen historischen Novellen, weitgehend an die historischen Begebenheiten gehalten, abgesehen von der jedoch für den Handlungsverlauf sehr wichtigen Episode um Beckets Tochter Grace und deren Vergewaltigung durch den König; all das ist frei erfunden.
Die Rahmenhandlung bildet Hans der Armbruster, der im Rückblick die Geschichte des Thomas Becket erzählt.
Hans dient Heinrich II. und lernt dadurch auch Thomas Becket kennen. Er bewundert ihn, seine Schönheit und sein umfassendes Wissen. Heinrich und Thomas ergänzen einander; Heinrich kann sich auf seinen Kanzler verlassen. Eines Tages wird jedoch die heimlich vom Hofe fern gehaltene Tochter Beckets durch tragische Umstände getötet. Heinrich hatte eine Liebesbeziehung mit ihr begonnen, die eifersüchtige Königin Eleonore von Aquitanien, Heinrichs Frau, wollte das junge Mädchen töten lassen, diese wird bei einem Fluchtversuch von einem Pfeil getroffen.
Thomas trauert und wandelt sich vom Lebemann zum Asketen. Er will nicht mehr die schwierigen Söhne Heinrichs unterrichten, die Thomas sehr bewundern und ihren eigenen Vater verachten. Als Heinrich Thomas die Stelle des Bischofs von Canterbury aufzwingt und Thomas darüber eine Warnung ausspricht, nimmt das Schicksal seinen Lauf.
Thomas kasteit sich und setzt sich für die unterdrückten Sachsen ein. Schließlich wird er, auf ein im Unmut gesprochenes Wort Heinrichs hin, von vier Vasallen in der Kathedrale getötet und so zum Märtyrer. Heinrich bereut den Tod, aber das Glück ist ihm ab diesem Zeitpunkt nicht mehr hold.